# Rubanîi Mist, Lîseanka
Rubanîi Mist (în ucraineană Рубаний Міст) este o comună în raionul Lîseanka, regiunea Cerkasî, Ucraina, formată numai din satul de reședință.

## Demografie
Componența lingvistică a comunei Rubanîi Mist
     Ucraineană (99,38%)
     Alte limbi (0,41%)
Conform recensământului din 2001, majoritatea populației comunei Rubanîi Mist era vorbitoare de ucraineană (99,38%), existând în minoritate și vorbitori de alte limbi.